# マスムーブメント
マスムーブメント（英語: mass movement）とは、斜面において地形物質が重力によって下方へ移動する現象のことであり、地形の斜面プロセスの1つである。マスウェイスティング（mass wasting）と同義であるほか、日本語訳では集団移動および物質移動も用いられる。日本ではマスムーブメントは大きく山崩れと地すべりに分けられ、どちらも日本の山地でよく発生する現象である。

## 分類
マスムーブメントの分類には複数の見解がある。マスムーブメントの分類時には、動きの速度とメカニズム、物質の種類、動き（変形）の様式、移動体の形状、物質の含水比の5点に着目して行われることが多い。
Varnes (1978)では、落下（fall）、転倒（topple）、すべり（slide）、流動（flow）に分け、それら複数の組み合わせによる分類も考慮されている。これは、ヨーロッパの地すべり地形学のほか世界的に共有されている考え方である。
鈴木 (2000)では、運動の様子をもとに、匍行、落石、崩落、地すべり、土石流、陥没、地盤沈下、荷重沈下として8つに分類している。
日本地質学会では、匍行、滑動、流動、崩落、転倒に分けられている。

## 原因
マスムーブメントは素因と誘因の双方により発生するが、原因を考察するときは、素因と誘因に分けることが多い。
素因には、地形条件、地質条件、水文条件が挙げられる。地形条件としては、例えば斜面の傾斜が挙げられる。地質条件では、斜面を構成する物質の違いが挙げられる（砂質土では山崩れが、粘性土では地すべりが発生しやすい）。この他地質構造も重要な素因となり、例えば砂岩泥岩互層の層理面でマスムーブメントが発生することもある。
誘因には、降雨、地震、火山活動などが挙げられる。この中でも最も主要な誘因は降雨であり、降雨が土中に浸透することにより、土や岩石の含水比の上昇によるせん断強度の低下および、地下水位の上昇による安定度の低下を引き起こす。

## マスムーブメントの力学

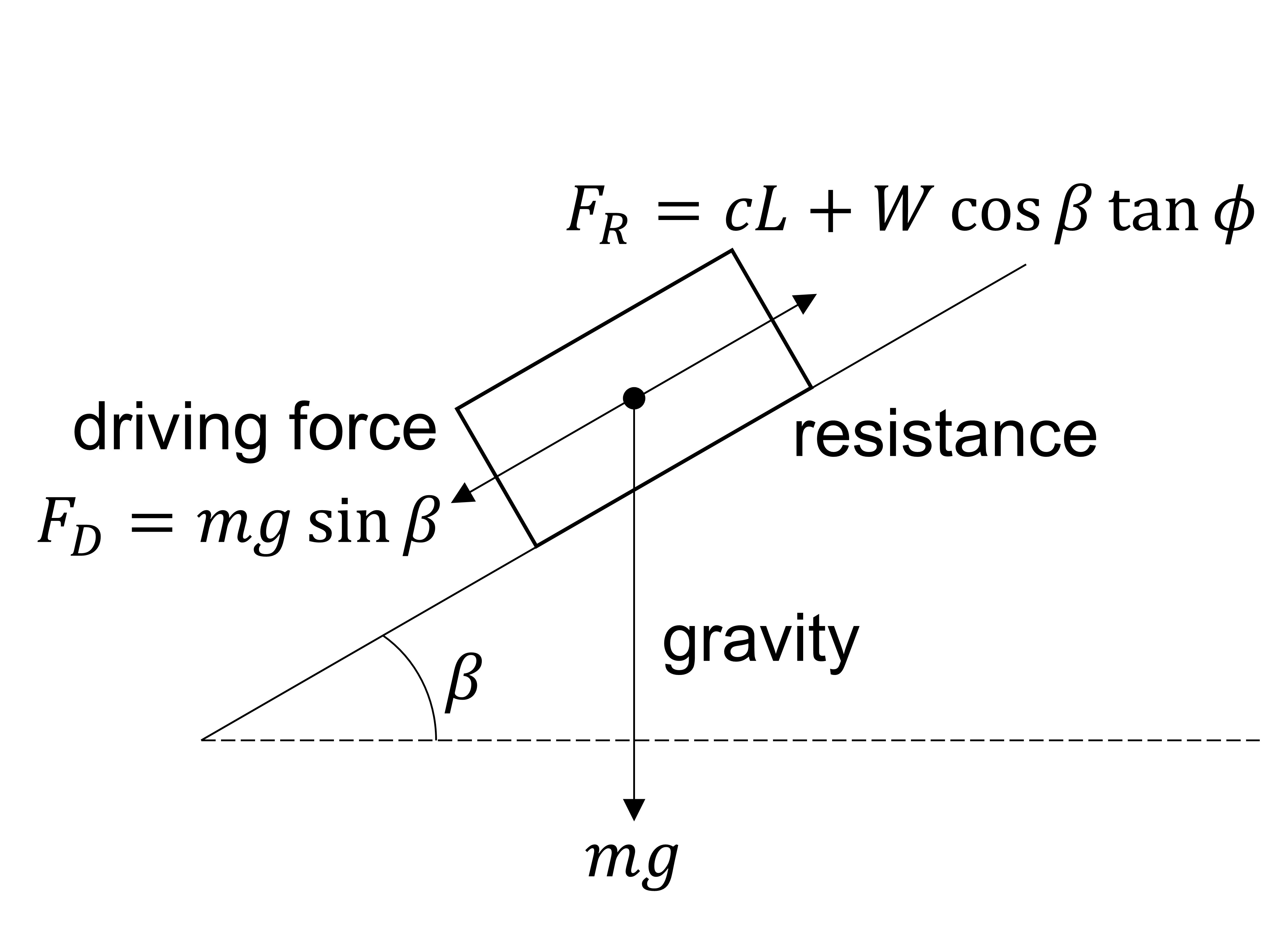
地形物質にかかる重力、およびマスムーブメントに関与する駆動力と抵抗力を示している。

### 発生条件
マスムーブメントが起こるのは、斜面における駆動力{\displaystyle F_{D}}が抵抗力{\displaystyle F_{R}}を上回ったときである。このためには、せん断力が増加したり、せん断強度が減少したりすることが求められる。具体的には、前者は河川の侵食による斜面の傾斜や高さの増大、後者は降雨や風化が挙げられる。
なお、{\displaystyle F_{s}={\frac {F_{R}}{F_{D}}}}を安全率（safety factor）とよび、{\displaystyle F_{s}>1}ならば安全斜面と判定することができるものの、{\displaystyle F_{s}<1}のときは斜面が危険であると判断される。安全率はマスムーブメントの発生の有無の判定に使用できる。

### 駆動力
重力を{\displaystyle mg}、斜面の傾斜を{\displaystyle \beta }と表すとき、駆動力{\displaystyle F_{D}}は
{\displaystyle F_{D}=mg\sin \beta }
と表せ、これは重力の斜面方向の成分である。

### 抵抗力
{\displaystyle \tau }をせん断強度、{\displaystyle c}を粘着力（定数）、{\displaystyle \sigma }を垂直応力、{\displaystyle \phi }をせん断抵抗角（定数）とする。潜在破壊面の長さを{\displaystyle L}、奥行きを{\displaystyle 1}とする場合、抵抗力{\displaystyle F_{R}}は
{\displaystyle F_{R}=\tau L=\left(c+\sigma \tan \phi \right)L}
と表せる。なお垂直応力{\displaystyle \sigma }は{\displaystyle \sigma =mg\cos \beta \times {\frac {1}{L}}}と表されることから、最終的に
{\displaystyle F_{R}=cL+mg\cos \beta \tan \phi }
が導かれる。

## 形成される地形
マスムーブメントに伴い形成された地形を集団移動地形（mass-movement landforms）とよぶ。また重力地形とよばれることもある。集団移動地形は、匍行地形、落石地形、崩落地形、地すべり地形、土石流地形、陥没地形、地盤沈下地形、荷重沈下地形に大きく分類することができる。
形成される地形の例として、匍行地形では麓屑面、落石地形では落石窪、転石、崖錐、崩落地形では崩落地、崩落崖、崩落堆、地すべり地形では大きく滑落崖と地すべり堆、土石流地形では土石流谷、土石流堆、土砂流原、沖積錐などが挙げられる。

## 災害

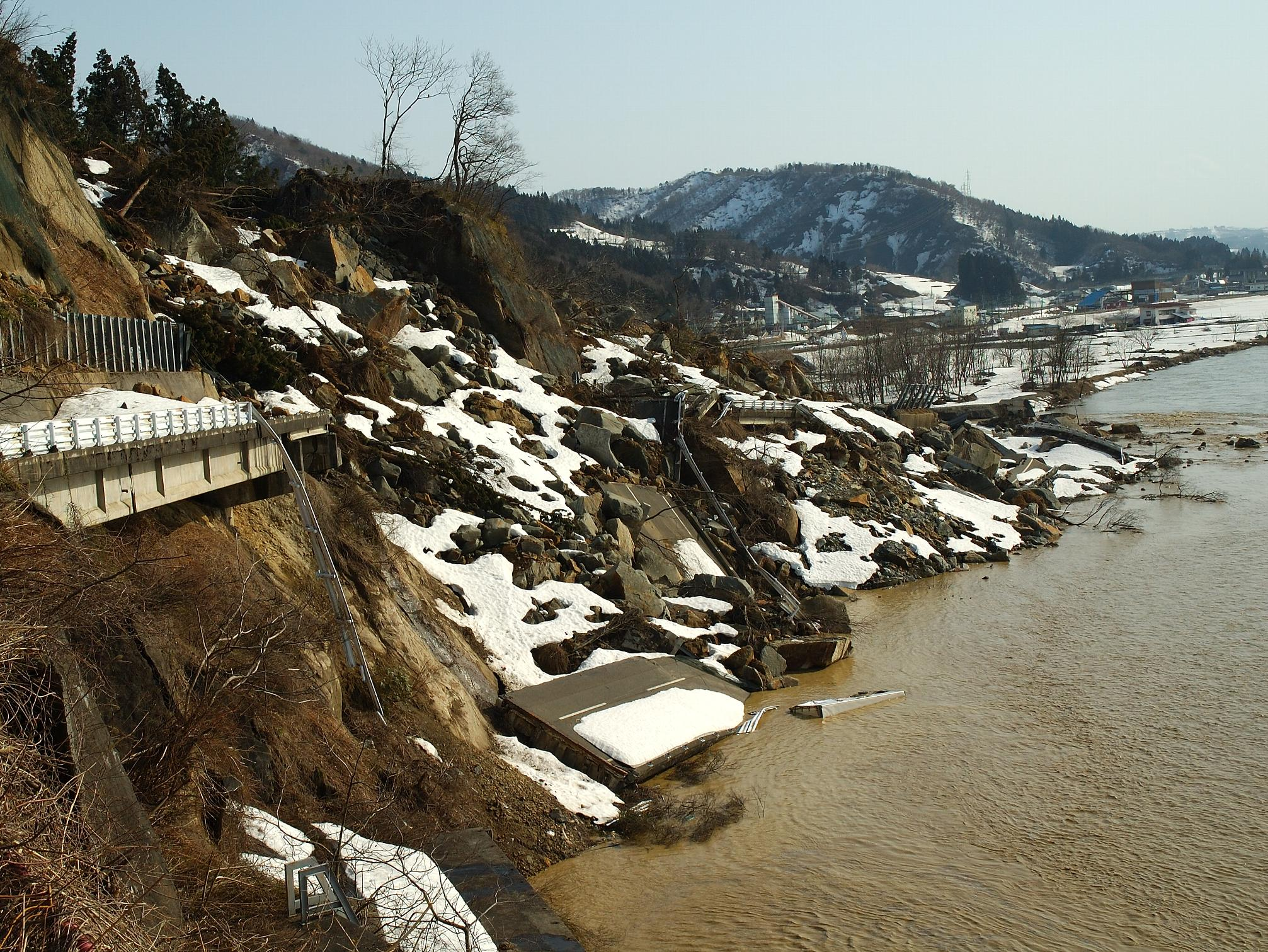
新潟県中越地震による土砂災害

マスムーブメントは災害を引き起こす。地すべりはその1つであり、豪雨による地下水への影響によって斜面物質の力学的なバランスが保てなくなって発生する。表層崩壊は地すべりの1つであるが、花崗岩質の地域にて起こりやすいマスムーブメントでもある。
また、地震がマスムーブメントによる災害を引き起こすこともある。例えば、新潟県中越地震（2004年）では、斜面崩壊、土石流、地すべりなどの災害が発生している。